# Eremobates bajaensis
Eremobates bajaensis är en spindeldjursart som beskrevs av Muma 1986. Eremobates bajaensis ingår i släktet Eremobates och familjen Eremobatidae. Inga underarter finns listade i Catalogue of Life.